# 輪島市立鵠巣小学校
輪島市立鵠巣小学校（わじましりつ こうのすしょうがっこう）は石川県輪島市大野町菰沢にある公立小学校。

## 概要
本校は、輪島市街の東部に位置している。海と山が近くにある。
2000年には、深見小学校が本校に統合した。深見小学校の校舎は現在も残っている。
本校の校章は高洲山と鵠ノ鳥をデザインしたもので、仲よく協力しあって「真・善・美」を追い求め「知・情・意」「知・徳・体」をバランスよく身につけていくことを三角の形で表している。

## 沿革
- 1876年 - 薦澤小学校創立 西大野の民家を借用 校区――― 久手川,塚田,稲舟,西大野,惣領[1]
- 1877年 - 薦澤12番地に薦澤小学校校舎を新築落成[1]
- 1878年 - 育成小学校創立―――― 薦澤小学校を分割 稲舟の民家を借用
育成小学校の校区―――― 久手川,塚田,稲舟
薦澤小学校の校区―――― 西大野,惣領[1]
- 1853年 - 久手川村字縄又87に育成小学校校舎を新築落成[1]
- 1864年 - 鵠巣村立西大野尋常小学校，鵠巣村立久手川尋常小学校と改称[1]
- 1921年 - 西大野尋常小学校，久手川尋常小学校をそれぞれ廃校。両校を合併し，鵠巣第一尋常小学校と名称 (当分それぞれ旧校舎を使用)[1]
- 1923年 - 鵠巣第一尋常小学校校舎を新築落成──現在の校地　(鵠巣村立西大野菰沢9番甲地)[1]
- 1940年 - 高等科を設置し，鵠巣第一尋常高等小学校と名称[1]
- 1941年 - 石川県鳳至郡鵠巣村鵠巣第一国民学校と改称[1]
- 1947年 - 石川県鳳至郡鵠巣村立鵠巣第一小学校と改称従来の高等科は新制中学校として新発足(旧校舎に併設)[1]
- 1954年 - 輪島市誕生により，石川県輪島市立鵠巣第一小学校と改称[1]
- 1959年 - 石川県輪島市立鵠巣小学校と改称[1]
- 1963年 - 屋内体育館竣工落成[1]
- 1973年 - 鵠巣小学校創立100周年記念式挙行校章，校歌を制定，校旗を制作樹立，上水道導入[1]
- 1980年 - 水泳プール竣工昭和63年度新校舎竣工(昭和63年7月20日)，移転(9月1日)，落成式(9月9日)[1]
- 1982年 - あじさい祭り開始[1]
- 1989年 - 旧校舎取り壊し，運動場の整備並びに校舎周辺整備工事完成(3月31日)[1]
- 1993年 - 鵠巣小学校「創立１２０年祭」 校名標柱建立[1]
- 2000年 - 深見小学校と統合　飼育小屋新設[1]
- 2010年 - 旧体育館解体　中庭植樹　洋式トイレの設置（2階，3階）[1]
- 2019年 - 空調設備（エアコン）設置　タブレットPC17台設置[1]
- 2020年 - エアコン設置　一人一台端末の設置　高速大容量の通信ネットワーク整備[1]
- 2024年
  - 1月1日 - 夕方の能登半島地震発生した直後、避難所となった[2]。
  - 2月6日 - 本校を含む市内7小中学校で、輪島高等学校を受け入れ先とする形で、授業再開[3]。
  - 9月2日 - 河井小学校グラウンドに、本校と河井、鳳至、大屋、三井、河原田の計6小学校の合同のプレハブ校舎が完成し、授業開始[4]。

## 通学区域
塚田町、久手川町、稲舟町、大野町、惣領町、深見町

## 進学先中学校
卒業生は基本的に輪島中学校へ進学する。